# 옷자락 효과
옷자락 효과, 코트테일 효과(coattail effect)는 인기 있는 정당 지도자가 선거에서 같은 정당의 다른 후보에게 표를 끌어들이는 경향을 말한다. 예를 들어, 미국에서 승리한 대선 후보의 정당은 종종 의회에서도 많은 의석을 차지한다. 이러한 의회 의원은 대통령의 "옷자락"(coattail) 경향에 따라 선출된다.
이 이론은 모든 정부 수준에서 널리 퍼져 있다. 주지사 또는 상원 의원을 위한 인기 있는 주 전체 후보는 또한 정당의 하위 투표 경쟁에서 지지를 끌어낼 수 있다.
이는 특히 총선에서 영국과 캐나다에서 널리 퍼져 있다. 사람들은 지역 의원 대신 정당에 따라 투표하는 경향이 있다.
이는 또한 미국 상원 또는 하원의 같은 정당 구성원이 중간 선거보다 대선에서 투표될 가능성이 더 높다는 현상을 말한다.
"옷자락 효과"는 인기 있는 후보가 유권자들에게 자신의 정당에 투표하도록 설득하는 데서 발생하는 것이 아니지만, 이는 전례 없는 일은 아니다. 오히려 이 효과는 인기 있는 후보가 자신의 정당 기반에서 유권자 투표율을 높이는 데서 비롯되는 경우가 많으며, 이들은 어차피 하위 정당 후보에게 투표할 가능성이 높다.
"옷자락 효과"는 또한 싱가포르의 그룹 대표 선거구(GRC)의 효과를 비하적으로 설명하는 데 사용되었는데, 여기서 의회 후보는 3~6명의 후보로 구성된 정당 명단에서 출마한다. 이를 통해 약한 후보가 자신의 명단에 있는 강력한 후보의 "옷자락을 타고" 당선될 수 있다.
옷자락을 타고 다닌다는 것은 주로 다른 사람과의 교류를 통해 어느 정도의 성공이나 주목을 받는 사람을 지칭하는 일반적인 은유로 사용될 수 있다.